# Siegfried Pitschmann

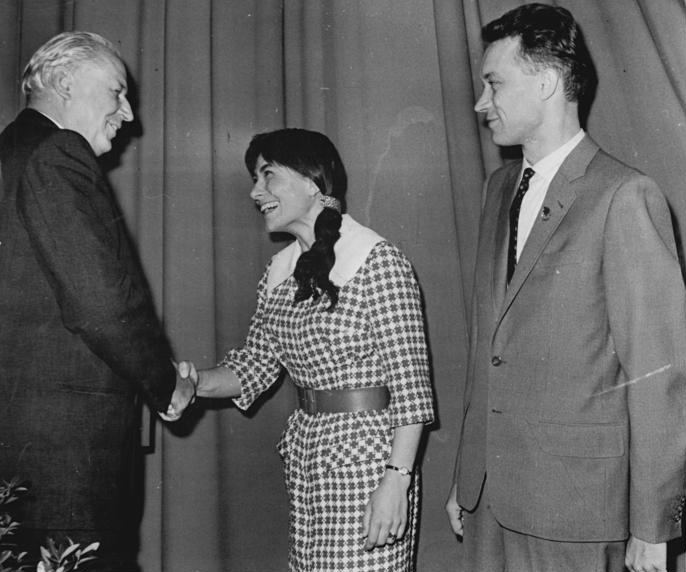
Herbert Warnke entrega a Brigitte Reimann y a Siegfried Pietschmann el Literaturpreis des FDGB en el año 1961.

Siegfried Pitschmann (Zielona Góra, 12 de enero de 1930-Suhl, 29 de agosto de 2002) fue un escritor alemán.
Fue relojero hasta que empezó a escribir en 1949. Entre 1957 y 1959 trabajó en la Kombinats Schwarze Pumpe, y a partir de 1959 se ganó la vida como escritor independiente. Fue el segundo marido de Brigitte Reimann. Entre 1965 y 1989 residió en Rostock, y posteriormente en Suhl.
Sobre él escribió Brigitte Reimann: «escribirá algunos libros buenos, verdadera literatura». En enero de 2000 publicó Elvis feiert Geburtstag en la editorial Aufbau-Verlag, el primer libro suyo después de mucho tiempo.

## Obra
- Ein Mann steht vor der Tür (1960, junto a Brigitte Reimann)
- Sieben Scheffel Salz (1960, junto a Brigitte Reimann)
- Die wunderliche Verlobung eines Karrenmanns (1961)
- Kontrapunkte (1968)
- Männer mit Frauen (1973)
- Der glückliche Zimpel, die Frau und die Flugzeuge (1973)
- Auszug des verlorenen Sohnes (1982)
- "Und trotzdem haben wir immerzu geträumt davon" (1999)
- Elvis feiert Geburtstag (2000)
- Verlustanzeige (2004)
- Kristina Stella (editora): Wär schön gewesen! Correspondencia entre Brigitte Reimann y Siegfried Pitschmann (2013)

## Premios
- 1961 Kunstpreis des FDGB
- 1976 Premio Heinrich Mann[3]